# Буда (Ровненская область)
Буда (укр. Буда) — село, входит в Масевичский сельский совет Рокитновского района Ровненской области Украины.
Население по переписи 2001 года составляло 545 человек. Почтовый индекс — 34253. Телефонный код — 3635. Код КОАТУУ — 5625085002.

## Местный совет
34253, Ровненская обл., Рокитновский р-н, с. Масевичи, ул. Ленина, 97.